# Дом Ф. Ф. Гернгросса
Дом Ф. Ф. Гернгросса — памятник архитектуры. Расположен в Санкт-Петербурге, современный адрес дома — Литейный проспект, 28.
Первый дом на этом участке был построен в 1770—1780-х годах неизвестным архитектором. В 1811—1813 годах его перестроил В. П. Стасов, в 1817 году фасады были частично изменены по проекту неизвестного архитектора. К 1 октября 1835 года в здании был сделан домовой храм, существовавший до 1879 года. В середине XIX века здание было перестроено (или вновь возведено) по проекту А. К. Кавоса, в 1902 году (или в 1903—1904 годах) его перестроил в стиле модерн С. С. Козлов, применивший в оформлении отделочный кирпич. У здания широкие витрины, интересный рисунок оконных обрамлений.